# Proietto di Imola
Proietto di Imola (Forum Cornelii, ... – 483) è stato un vescovo romano, proclamato santo dalla Chiesa cattolica.

## Vita e opere
Nacque a  Forum Cornelii (oggi Imola). Fu discepolo di Cornelio, insieme a Donato e Pietro, suoi compagni di studi.
Proietto fu il successore di Pietro nella carica di arcidiacono della cattedrale di Imola: gli subentrò quando quest'ultimo fu eletto vescovo di Ravenna. Proietto affiancò il vescovo Cornelio fino alla sua morte, avvenuta nel 446. Successivamente  gli succedette come vescovo di Imola. La nomina fu approvata da Pietro, che lo volle consacrare personalmente a Ravenna.
Il suo episcopato si svolse in tempi difficili, segnati dalle invasioni barbariche e dalle eresie.
Morì intorno al 483. Dopo la sua morte, Proietto fu sepolto nella vecchia cattedrale. Nel 1208 le sue reliquie furono traslate nel Duomo attuale.

## Devozione
A San Proietto furono attribuiti numerosi miracoli.